# Francisca Romana
Santa Francisca Romana (em italiano:  Francesca) foi uma santa italiana.

## História
Francisca nasceu em 1384 filha de um casal rico e aristocrático, Paolo Bussa e Iacobella dei Roffredeschi, no então estiloso rione de Parione e foi batizada na igreja próxima de Igreja de Sant'Agnese na Piazza Navona. Aos onze anos de idade já queria ser freira, mas foi forçada por seus pais, aos doze, a se casar com Lorenzo Ponziani, o comandante das tropas papais em Roma e de família extremamente rica. Mesmo tendo sido arranjado, o casamento foi feliz e durou quarenta anos, parte por que Lorenzo admirava sua esposa e parte por que ele estava frequentemente fora da cidade lutando pelo papa.
Francisca teve muitas tristezas durante a vida. Ela perdeu dois filhos para a Peste Negra, o que fez com que o casal passasse a se dedicar a melhorar a vida dos pobres. A cidade de Roma estava parcialmente arruinada por conta das lutas entre o papa e diversos antipapas no chamado Cisma do Ocidente na Igreja Católica. Lorenzo estava sempre fora e durante as suas ausências as suas propriedades foram roubadas ou destruídas. Durante uma ocupação de Roma por tropas napolitanas no início do século, ele foi ferido gravemente e jamais voltou a se recuperar plenamente, vindo a morrer em 1436.
De acordo com uma história, o filho deles, Battista, deveria ser entregue como refém para o comandante das tropas napolitanas. Obedecendo a ordem, Francisca levou o garoto até o Campidoglio e, no caminho, parou na Igreja de Aracoeli e confiou a vida de Battista à Virgem Maria. Quando eles chegaram no lugar marcado, um soldado a cavalo foi pegar o garoto para levá-lo para o cativeiro. O cavalo, porém, se recusou a se mover apesar das muitas chicotadas. Espantados, os soldados viram no ato a mão divina e devolveram o garoto à mãe.
De acordo com a Enciclopédia Católica, "Com o consentimento de seu marido, Santa Francisca praticou a continência e seguiu uma vida de contemplação. Suas visões geralmente se davam na forma de uma peça apresentada para ele com personagens divinos. Ela tinha o dom dos milagres e êxtase, via o corpo do seu anjo da guarda, tinha visões do Purgatório e do Inferno, além de prever o final do Cisma do Ocidente. Ela podia ler os segredos da consciência das pessoas e percebia intenções malignas de origem diabólica. Ela era também notável por sua humildade e desprendimento, sua obediência e paciência."
Mesmo sendo mística, Francisca não estava alheia ao caos que reinava na cidade no período. Com a sua irmã, Vannozza, como companheira, Francisca rezava, visitava os pobres e cuidava dos doentes, inspirando outras mulheres ricas da cidade a fazer o mesmo. Ela transformou parte da propriedade da família, o Palazzo Ponziani, num abrigo para pobres e doentes. Em 15 de agosto de 1425, na festa da Assunção de Maria, ela fundou a olivetana "Oblatas de Maria" (Oblatas de Santa Francesca Romana), uma confraternidade de mulheres piedosas ligada à Igreja de Santa Maria Nova, em Roma, sem um claustro e sem votos formais, para que outros pudessem seguir seu padrão de combinar a vida de oração com as necessidades da sociedade.
Em março de 1433, ela fundou o Monastero di Tor de' Specchi, perto do Campidoglio, para permitir a vida comunitária aos membros da confraternidade que se sentissem chamados para a vida monástica. Este mosteiro permanece sendo o único da ordem. Em 4 de julho do mesmo ano, eles receberam a aprovação do Papa Eugênio IV para se tornar uma congregação religiosa de oblatos com votos privados, sob a autoridade dos monges olivetanos que servem em Santa Maria Nuova. A comunidade passou então ser conhecida como "Oblatos de Santa Francisca Romana".
Quando Lorenzo morreu, em 1436, Francisca se mudou para o mosteiro e se tornou a prioresa. Ela morreu ali em 1440 e está enterrada na igreja.

## Devoção
Ela foi canonizada em 1608 pelo papa Paulo V e, nas décadas seguintes, uma intensa busca se deu para encontrar os seus restos, que haviam sido escondidos durante períodos de tensão. Seu corpo foi encontrado em 2 de abril de 1608 e foi reenterrado em 9 de março de 1649, que passou então a ser o dia de sua festa. Novamente, agora em 1869, seu corpo foi exumado e desde então está em exibição num caixão de vidro para a veneração dos fiéis. Atualmente, Igreja de Santa Maria Nuova é geralmente chamada de Igreja de Santa Francisca.
Em 1925, o papa Pio XI declarou-a padroeira dos motoristas de automóvel com base no que é transmitido por tradição: um anjo ter iluminado uma estrada para ela com uma lanterna, mantendo-a a salvo dos perigos.